# Fabjan Kaliterna
Fabjan Kaliterna (Split, 20. siječnja 1886. – 30. siječnja 1952.) jedan od osnivača Hajduka, brat nogometaša i trenera Luke. Jedan od pionira splitskog športa. Osnovao je i vaterpolski klub Jadran i veslački klub Gusar, a djelovao je i u drugim športovima: biciklizam, atletika, jedrenje i plivanje. Bio je predsjednik Hajduka od 5. siječnja 1936. do 15. travnja 1936., a od 1921. do 1922. predsjednik splitskoga nogometnog podsaveza. Godine 1911. u Split je dopremio prvi balun (loptu) i športsku opremu za igrače, te doveo prve trenere za novoosnovani klub.
Za Hajduk, koji je osnovao zajedno s Lucijanom Stellom, Ivanom Šakićem i Vjekoslavom Ivaniševićem 1911., odigrao je samo jednu utakmicu. 
Statistika u Hajduku
| Natjecanje        | Nastupi | Zgoditci |
| ----------------- | ------- | -------- |
| Prvenstvo         | 0       | 0        |
| Kup               | 0       | 0        |
| Superkup          | 0       | 0        |
| Međunarodne       | 0       | 0        |
| Splitski podsavez | 0       | 0        |
| Ukupno            | 0       | 0        |
| Prijateljske      | 1       | 1        |
| Sveukupno         | 1       | 1        |

Po zvanju arhitekt, projektirao je više od 300 zgrada u Splitu. Knjiga Fabjan Kaliterna, otac splitskog športa (autor I. Gizdić) objavljena 2004.
- otac: Toma Kaliterna (1860. – 1949.)
- majka: Antica
- braća: Toni Ante, Luka
- sestre: Marija, Zora Franka, Ana, Tereza

## Vanjske poveznice
- Kaliterna, Fabijan Hrvatska tehnička enciklopedija, portal hrvatske tehničke baštine. LZMK